# Проворный (тендер)
«Проворный» — парусный тендер Черноморского флота Российской империи, второй из двух тендеров типа «Поспешный». Во время службы использовался в качестве гидрографического, брандвахтенного и учебного судна, принимал участие в действиях флота у кавказского побережья и Крымской войне, во время которой был затоплен в Севастополе при оставлении города гарнизоном.

## Описание тендера
Парусный одномачтовый тендер с деревянным корпусом, один из двух тендеров типа «Поспешный». Длина судна составляла от 19,4 метра, ширина от 6,4 метра. Артиллерийское вооружение судна в разное время состояло от десяти до двенадцати орудий, включавшие две 3-фунтовые чугунные пушки, одну 3/4-фунтовую медную пушку и восемь 12-фунтовые карронады.

## История службы
Тендер «Проворный» был заложен на стапеле Николаевского адмиралтейства 18 (30) марта 1844 года и после спуска на воду 9 (21) сентября 1845 года вошёл в состав Черноморского флота России. Строительство вёл кораблестроитель подполковник А. С. Акимов.
В кампанию 1846 года принимал участие в операциях отрядов кораблей Черноморского флота у кавказских берегов Чёрного моря. В следующем 1847 году выходил в практические плавания в Чёрное море в составе эскадры.
В 1848 и 1849 годах находился в распоряжении русского посланника в Греции. В кампании 1850 и 1851 годов вновь участвовал в действиях Черноморского флота у кавказских берегов, а в 1852 году находился в плаваниях в Чёрном море в составе практических эскадр флота. В кампанию 1853 года подвергся тимберовке в Севастополе.
Принимал участие в Крымской войне. В 1853 и 1854 годах нёс брандвахтенную службу в Керчи, после чего перешёл в Севастополь. Был затоплен в Севастополе в 1855 году при оставлении города гарнизоном

## Командиры тендера
Командирами тендера «Проворный» в составе Российского императорского флота в разное время служили:
- Ф. С. Керн (1846—1849 годы);
- К. Я. Явленский (1850—1851 годы);
- К. С. Феклистов (1852 год);
- А. А. Ивков (1853—1854 годы).